# Jasdan
Jasdan är en ort i Indien.   Den ligger i distriktet Rājkot och delstaten Gujarat, i den västra delen av landet, 1 000 km sydväst om huvudstaden New Delhi. Jasdan ligger 204 meter över havet och antalet invånare är 43 861.
Terrängen runt Jasdan är platt. Runt Jasdan är det ganska tätbefolkat, med 166 invånare per kvadratkilometer. Det finns inga andra samhällen i närheten. Omgivningarna runt Jasdan är en mosaik av jordbruksmark och naturlig växtlighet.